# Svenska J6 Jaktfalken
Le Svenska J6 Jaktfalken (Aussi appelé Svenska Aero SA-14 ou encore "Gyrfalcon" (Faucon Gerfault)) était un chasseur biplan suèdois de l'entre-deux-guerres, construit à la fin des années 1920. L'appareil à d'abord été construit par Svenska Aero et plus tard par AB Svenska Järnvägsverkstädernas Aeroplanavdelning (ASJA).

## Variantes
- SA 11 Jaktfalken - Appareil prototype, équipé avec un moteur Armstrong Siddeley Jaguar. Un seul a été livré à l'armée de l'air suédoise sous la désignation J5.
- SA 14 Jaktfalken I - Produit par Svenska Aero. Fuselage modifié avec un moteur Bristol Jupiter VI. Sept ont été livrés à l'armée de l'air suédoise sous la désignation J6.
- SA 14 Jaktfalken II - Fuselage et train d'atterrissage modifié avec un moteur Bristol Jupiter VIIF. Trois ont été livrés à l'armée de l'air suédoise sous la désignation J6A.
- SA 14E Jaktfalken II – SA 14 Jaktfalken II équipé d'un moteur Armsstrong Siddeley Panther IIIA pour la Norvège. Un seul de construit et livré.
- SA 14 Jaktfalken II (2e série) - Produit par ASJA, avec un stabilisateur et un pare-brise modifiés. Sept ont été livrés à l'armée de l'air suédoise sous la désignation J6B.

## Bibliographie

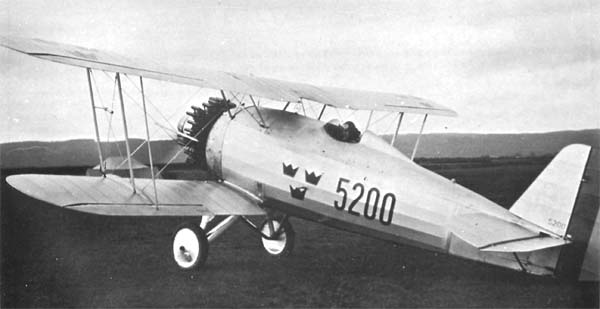
Svenska Aero SA-11 jaktfalken (Prototype J5)

## Utilisateurs
Finlande (3 appareils)
- Armée de l'air finlandaise

 Norvège (1 appareil)
- Force aérienne royale norvégienne

 Suède (15 appareils)
- Armée de l'air suédoise